# 川勝良昭
川勝 良昭（かわかつ よしあき、1940年 - ）は、日本のプロジェクトマネジメント研究家、コンサルタント。元法政大学情報技術研究センター教授。新潟県参与。京都府出身。

## 来歴・人物
京都府出身。1962年、早稲田大学法学部卒業。
新日本製鐵に入社して、ニューヨーク駐在員となった。帰国後、本社の技術協力開発部長、テーマパーク開発部長を歴任。北九州市のスペースワールドのプロジェクトリーダーとなった。
1980年、再びニューヨーク駐在員となり、ニューヨーク州立大学の客員講師を務めた。
1992年、セガ・エンタープライゼスに転職して、テーマパーク事業部長に就任。ジョイポリス第1号店の開発事業を手掛けた。1995年、岐阜県理事となり、梶原拓知事の「県起こし」事業を推進。同時に、法政大学情報技術センター教授、亜細亜大学および岐阜聖徳学園大学の客員教授、東京大学工学部の特別講義（夢工学ゼミ）講師などを務めた。
2005年、泉田裕彦知事に招かれ、新潟県参与に就任。日本プロジェクトマネジメント協会理事、総合観光学会理事。2014年12月より株式会社映像システム 専務取締役に就任。

## 著書
- 『夢をプロジェクトとして起ち上げる法 - 知的冒険の旅に出よう』 ダイヤモンド社、1998年10月 ISBN 447894167X
- 『新事業プロジェクトを成功させる方法 - ビジネスリーダーのための夢工学』 日科技連出版社、2007年5月 ISBN 978-4817192264